# Casiotone for the Painfully Alone
Casiotone for the Painfully Alone es el proyecto solista del músico estadounidense Owen Ashworth (nacido el año 22 de abril de 1979) de San Francisco, California. Comenzó este proyecto luego de musicalizar una película cuando era estudiante escolar en 1997. Compone su música utilizando simples teclados a pila y otros instrumentos electrónicos. Ha salido de gira con otros aclamados artistas de la escena indie como Cass McCombs, Kill me Tomorrow, The Rapture, y Xiu Xiu.
Su estilo musical se caracteriza por un sonido electrónico pausado y por sus letras sinceras. Su sonido se acerca al lo-fi al indie, y al alone-electro (género moderno de música electrónica). En su disco Etiquette Ashworth amplía su horizonte musical y agrega algunos instrumentos análogos consiguiendo un sonido más orgánico.

## Discografía
- 1999 - Answering Machine Music
- 2001 - Pocket Symphonies for Lonesome Subway Cars
- 2003 - Twinkle Echo
- 2005 - Alphabet Series G
- 2005 - The First Two Albums on One CD
- 2005 - Split 7" con Fox Pause
- 2005 - Young Shields
- 2006 - Etiquette
- 2009 - Advance Base Battery Life
- 2009 - Vs. Children
- 2013 - In Cambridge